# Aghroum
Le mot  aghrum   (en tamazight : ⴰⵖⵔⵓⵎ) désigne plusieurs pains traditionnels berbère. Il est couramment utilisé dans les régions berbérophones telles que la Kabylie, l'Atlas blidéen, l'Aurès, le Souss, le Moyen-Atlas, le Rif, etc. Ce pain subsiste aussi dans d'autres régions, comme Ouargla en Algérie, où ce pain est toujours préparé.

## Étymologie
Le mot aghrum provient de la langue berbère et signifie « pain ».

## Variétés

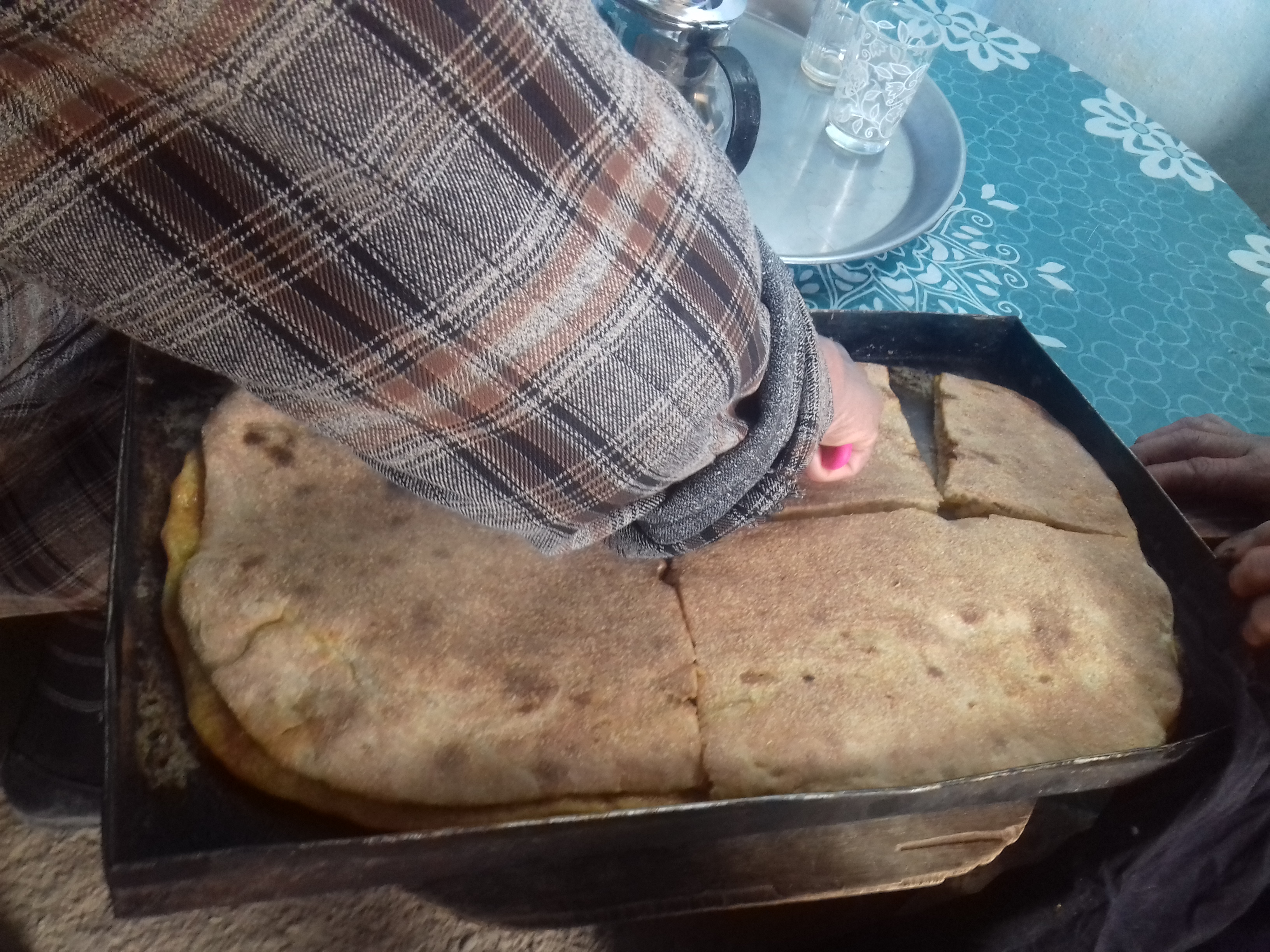
Aghroum n'tadount.

Il existe plusieurs pains dénommés aghroum, dont : 
- aghrum akouran, pain dur de Grande Kabylie (Algérie) ;
- aghrum lahwal, pain à la menthe de Kabylie (Algérie) ;
- aghrum[2] de Kabylie (Algérie) ;
- aghrum yardhène, pain sans levure à base de blé dur de Kabylie (Algérie) ;
- aghrum vusufer, pain farci de Kabylie (Algérie) ;
- aghrum arssass, pain cuit sur un tajine en terre cuite des Aurès (Algérie) ;
- aghrum n tassami, pain de Ouargla (Algérie) ;
- aghrum n taddart, pain de Ouargla (Algérie) ;
- aghrum boutgouri, pain farci à la viande hachée du Souss (Maroc) ;
- aghrum n tmazirt, pain des Berbères du Souss (Maroc) ;
- aghrum n tachnift (ou n'takhnift), pain grillé du Rif (Maroc) ;
- aghrum n imendi, pain à l'orge du Rif (Maroc) ;
- aghrum n daynouath, pain cuit dans un four en terre cuite, Rif.

## Préparation
Pain d'Algérie, aghroum akouren (Kabylie)

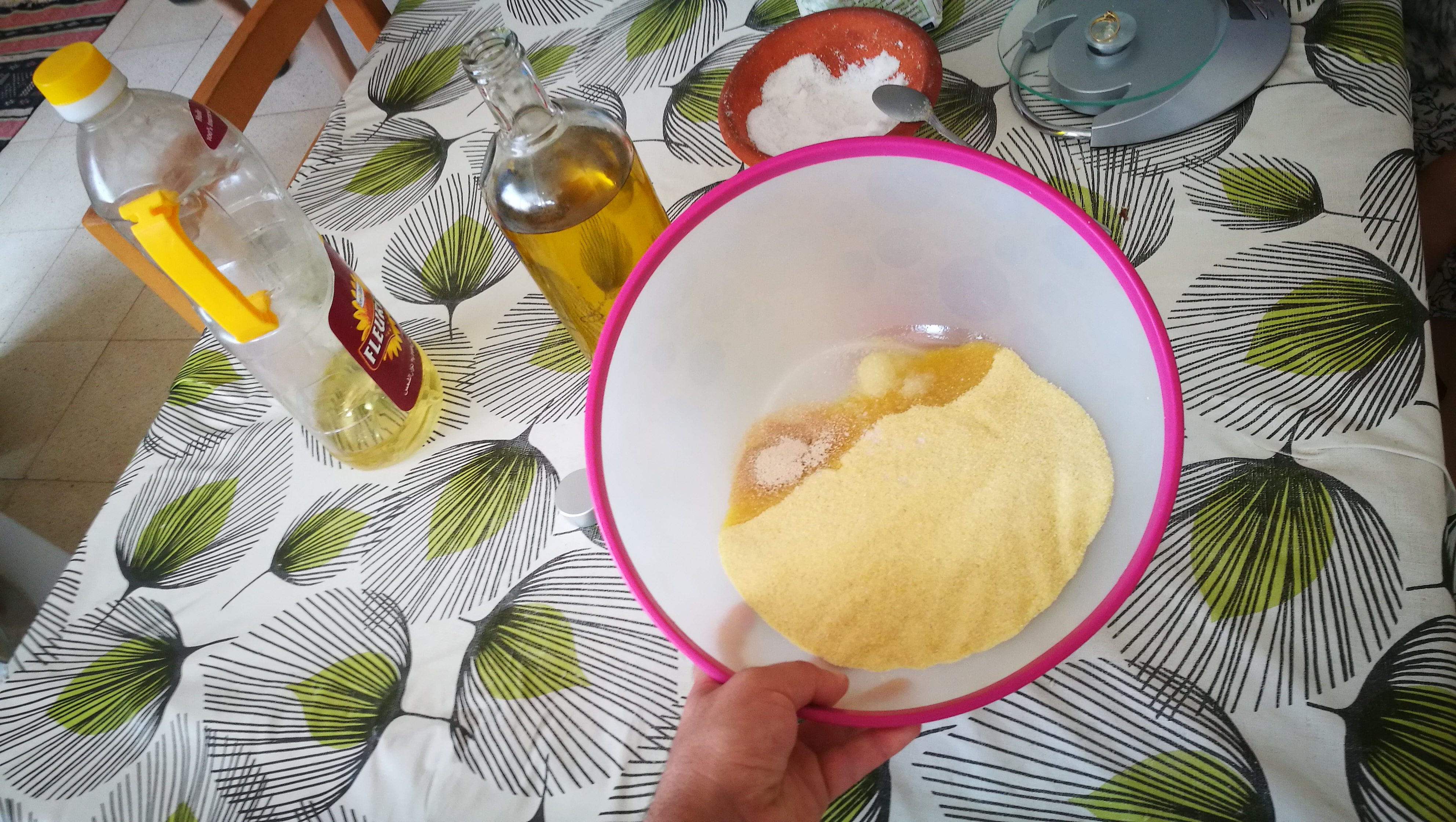
1
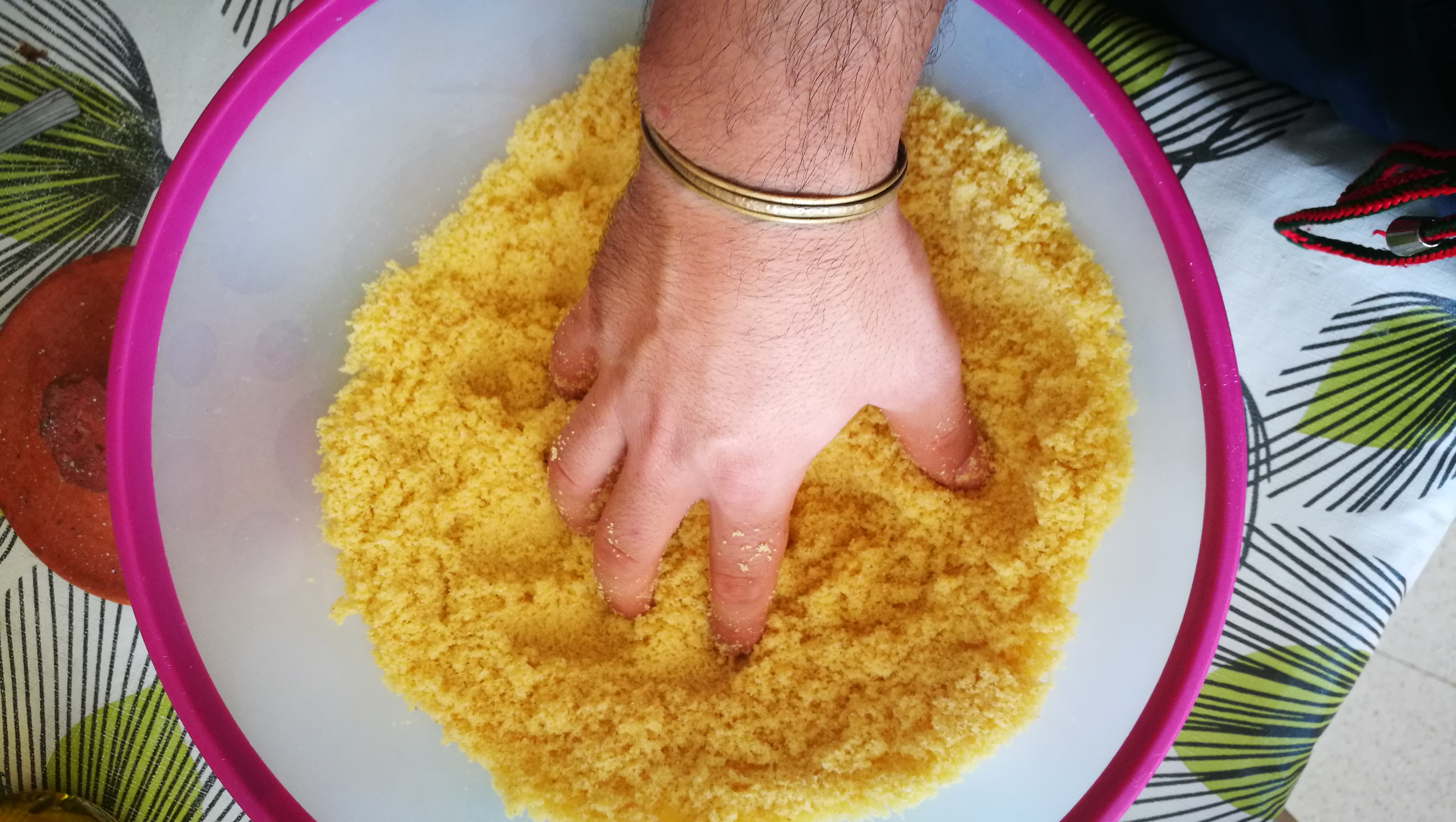
2
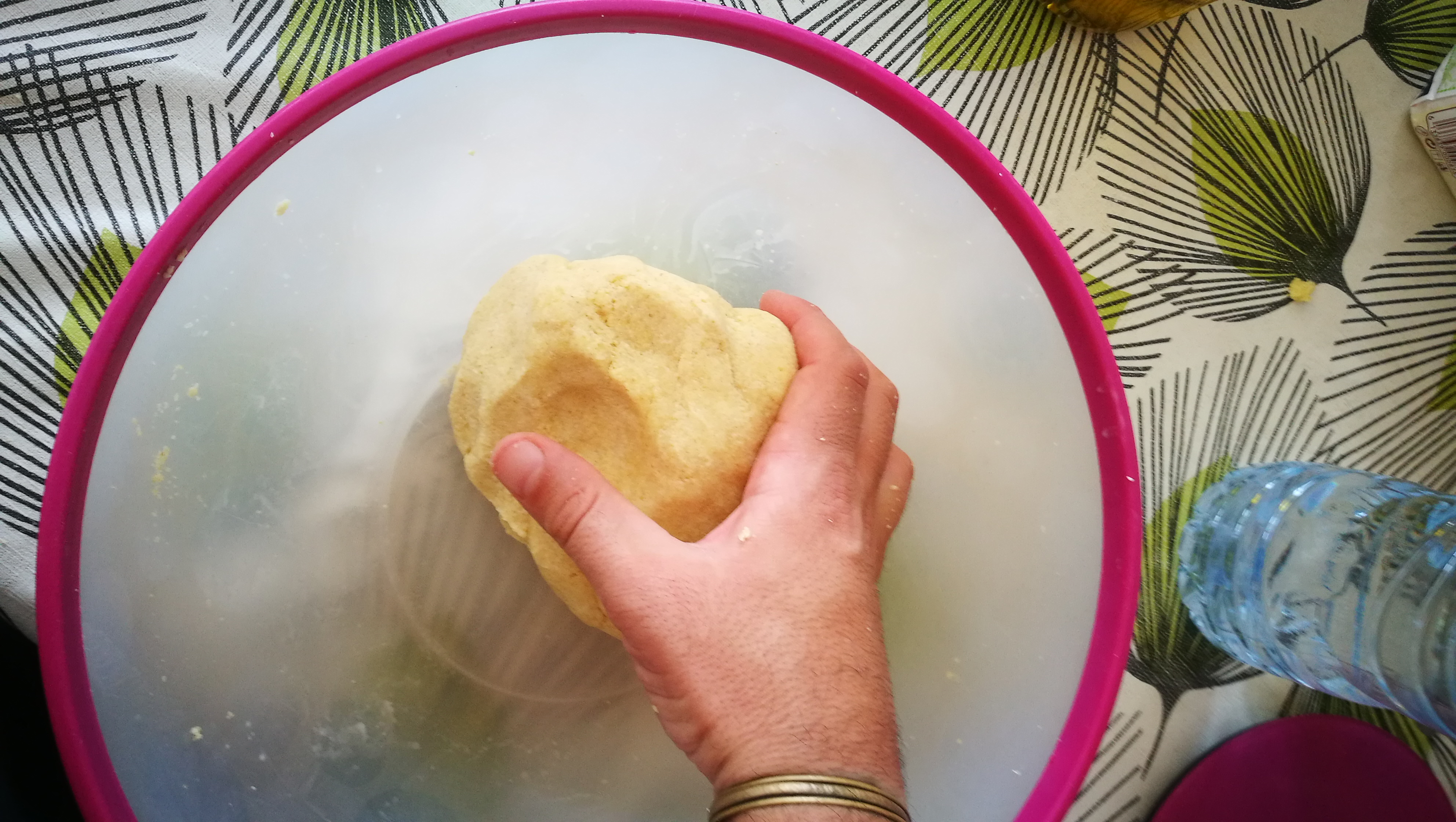
3
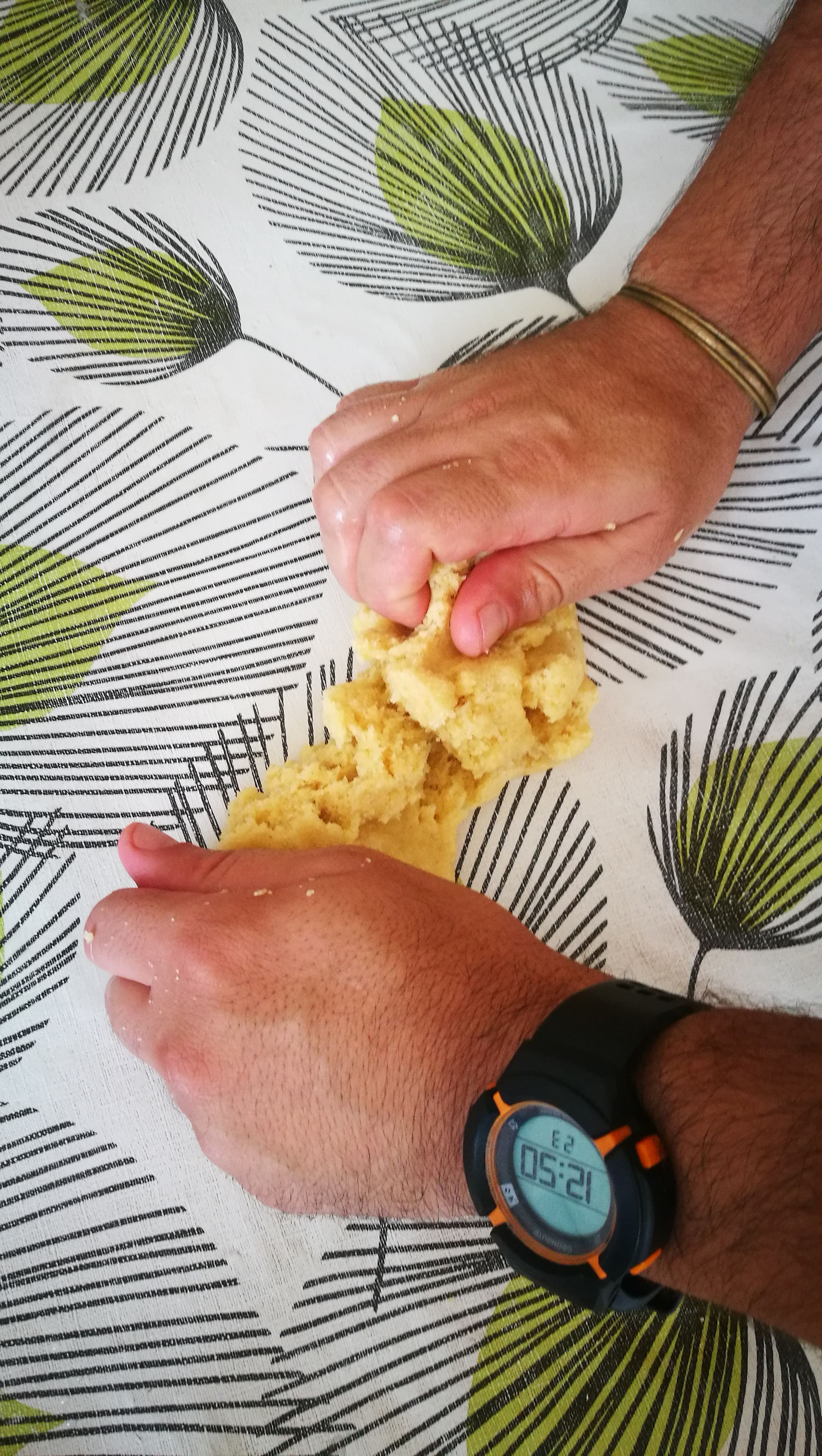
4
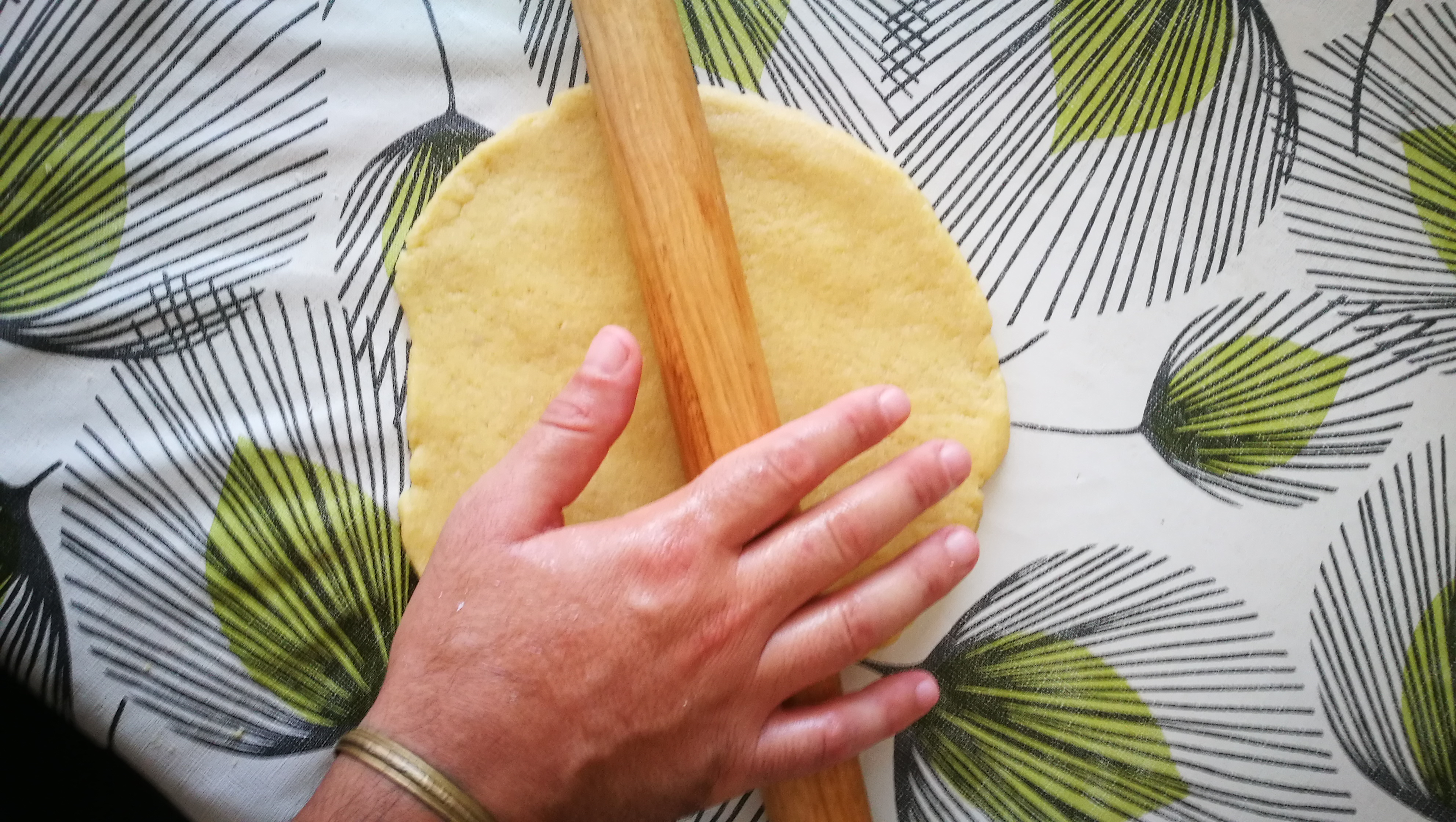
5
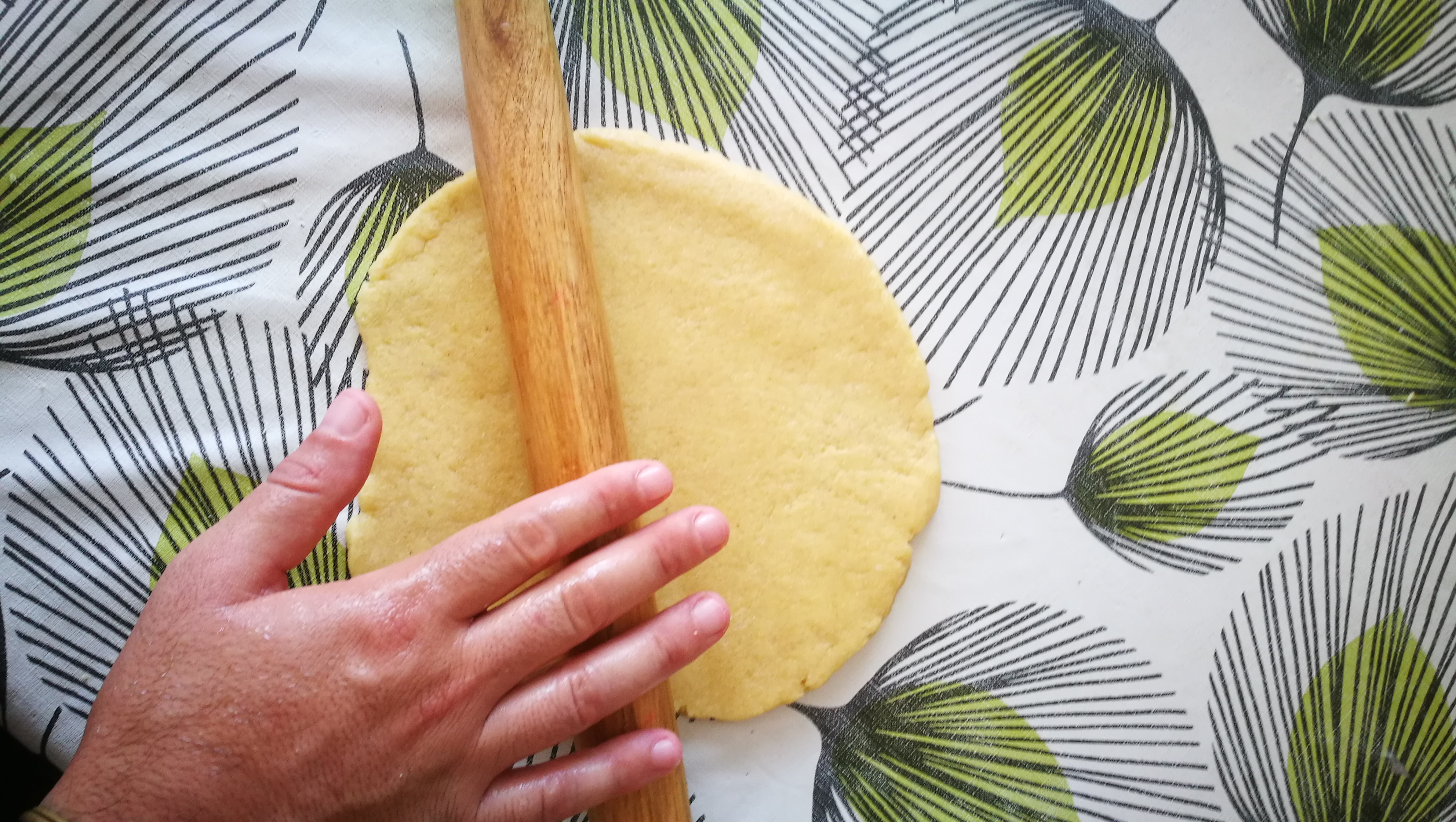
6
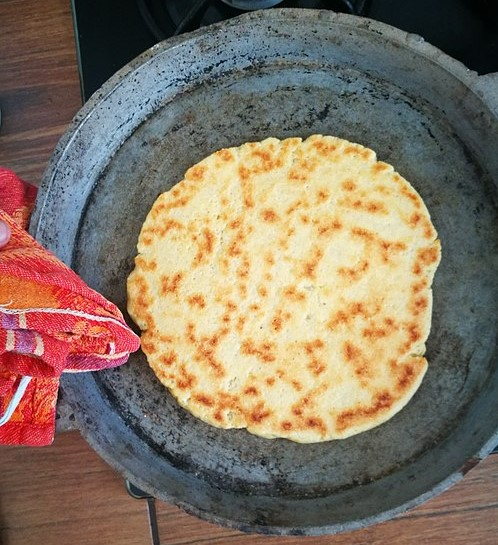
7
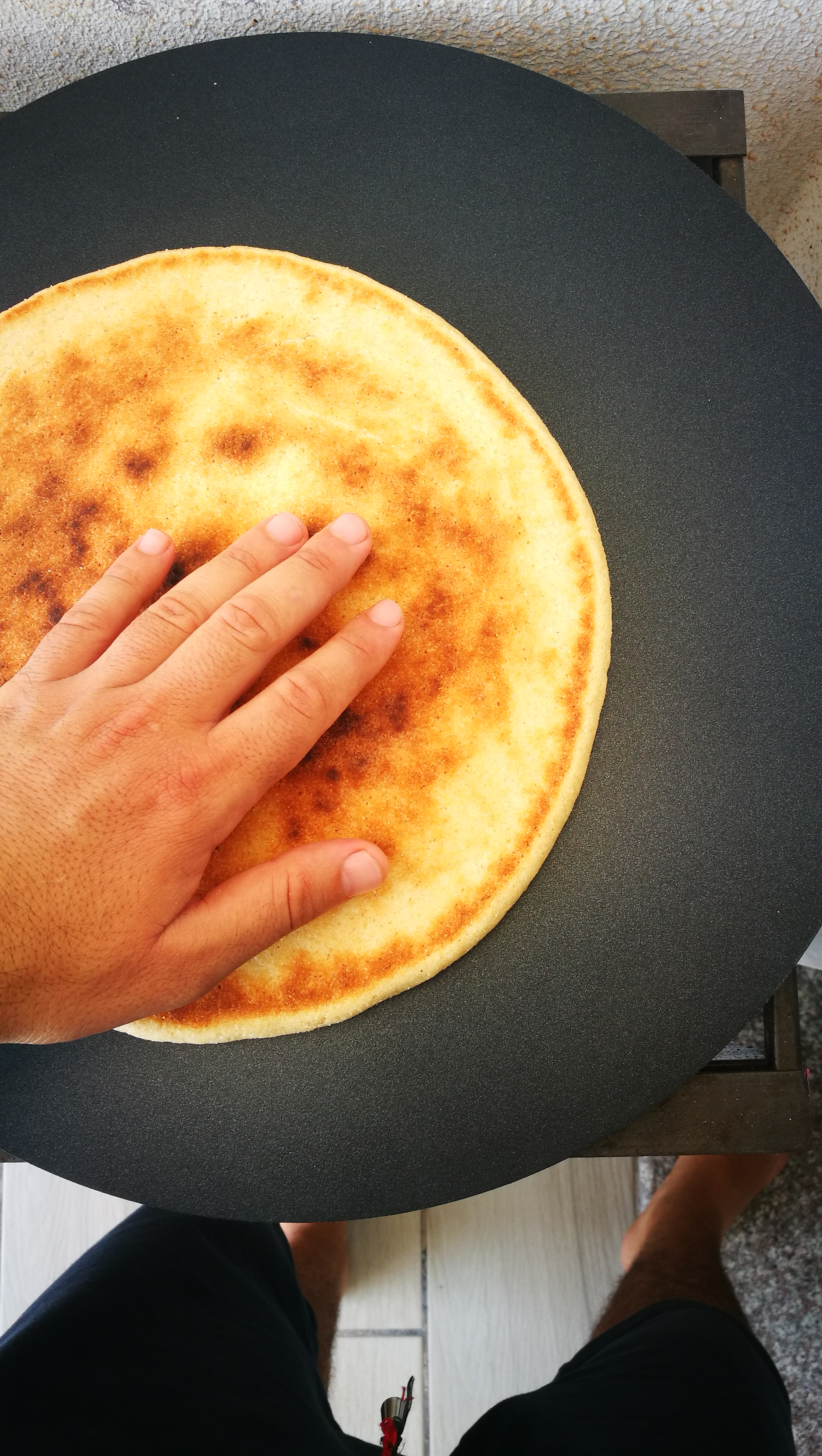
8
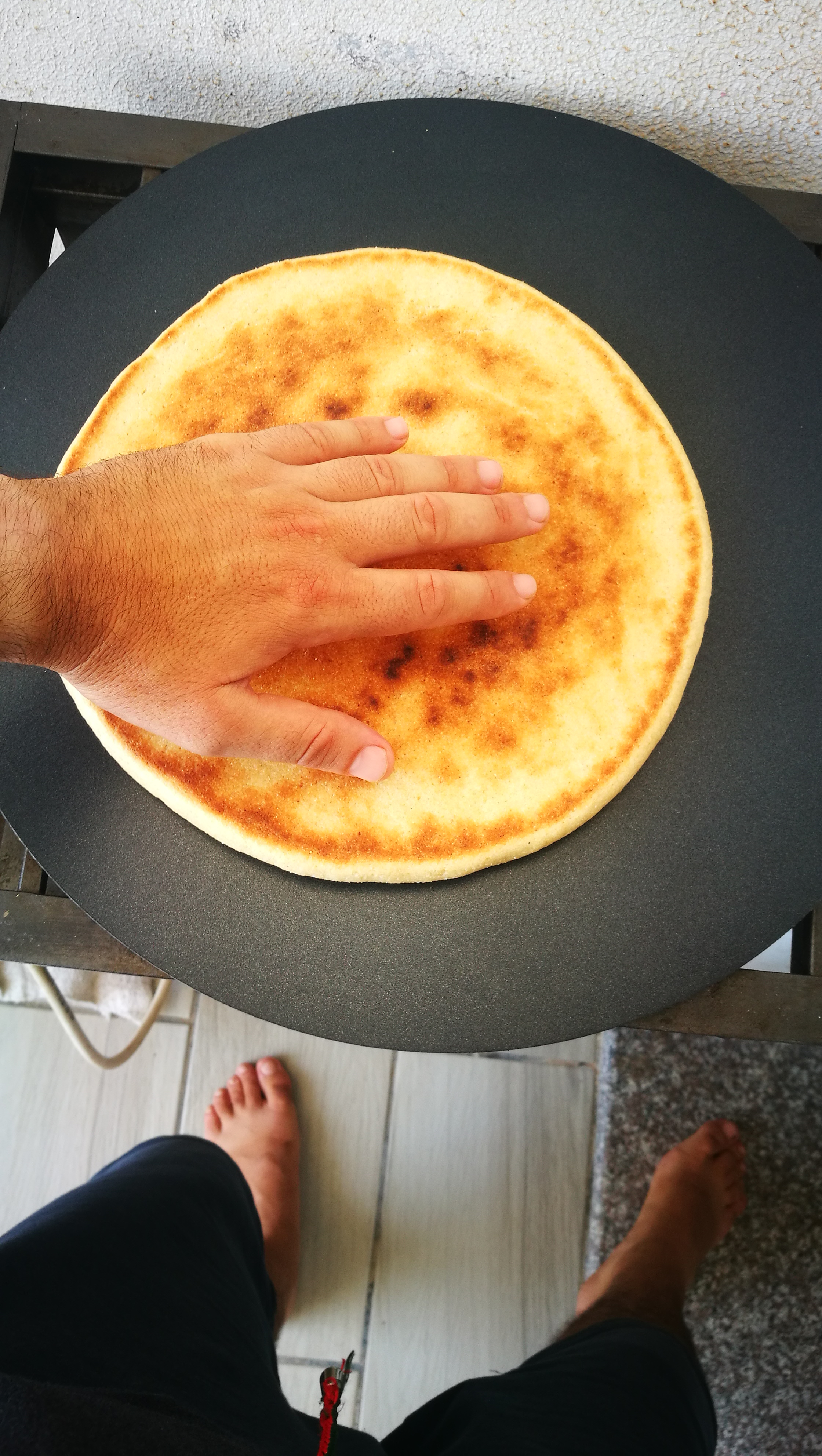
9